# Sự kiện eo biển Kerch 2018
Lỗi Lua trong Mô_đun:Location_map tại dòng 481: Giá trị tọa độ dạng sai.
Một vụ việc quốc tế xảy ra vào ngày 25 tháng 11 năm 2018 khi tàu tuần tra biên giới Liên bang Nga bắt giữ ba tàu hải quân Ukraina dự định vượt qua Biển Đen vào Biển Azov qua Eo biển Kerch trong khi trên đường đến cảng Mariupol. Trong năm 2014, Nga sáp nhập Bán đảo Krym gần đó, được quốc tế công nhận là lãnh thổ Ukraina, và sau đó xây dựng cầu Krym qua eo biển. Trong vụ việc, cây cầu đã được sử dụng như một rào cản để ngăn chặn các tàu chiến Ucraina xâm nhập vào Biển Azov. Trong khi Nga cáo buộc các tàu Ucraina bất hợp pháp xâm nhập lãnh hải của mình, theo một hiệp ước năm 2003, eo biển Kerch và Biển Azov được thỏa thuận là vùng lãnh hải chung của cả hai nước. Theo Nga, các quan chức của mình nhiều lần yêu cầu các tàu Ukraina rời khỏi vùng lãnh hải của Nga; khi Hải quân Ukraina từ chối, các lực lượng đặc biệt của Nga đã bắn vào họ và sau một cuộc săn đuổi, đã bắt giữ hai tàu của Ukraina và một tàu kéo khỏi bờ biển Krym. 6 thành viên trên các tàu Ukraina bị thương trong cuộc đụng độ, và 24 thủy thủ người Ukraine, từ các tàu bị giữ lại đã bị Nga bắt giam.
Cuối ngày hôm đó, Tổng thống Ukraina Petro Poroshenko đã ký sắc lệnh thiết quân luật, được Quốc hội phê chuẩn vào ngày hôm sau.
Oleksandr Turchynov, thư ký của Hội đồng Quốc phòng và An ninh Quốc gia Ukraina, đã báo cáo rằng vụ việc là một hành động chiến tranh của Nga. Ông cũng nói rằng các khí tài quân sự đang hoạt động đã được phát hiện dọc theo biên giới phía Nga.

## Bối cảnh
Nga sáp nhập Crimea vào năm 2014. Việc sáp nhập không được Liên Hợp Quốc chính thức công nhận.
Eo biển Kerch nối Biển Azov với Biển Đen, và được hình thành bởi các bờ biển của bán đảo Taman của Nga và tranh chấp Crimea. Đây là điểm tiếp cận cho các tàu đi đến và đi từ các thành phố cảng phía đông của Ukraine, đáng chú ý nhất là Mariupol. Trong khi cả Ukraina và Nga đã đồng ý với nguyên tắc tự do di chuyển qua eo biển và Biển Azov vào năm 2003, Nga đã kiểm soát cả hai bên eo biển kể từ khi sáp nhập Crimea. Vào tháng 5 năm 2018, Nga đã hoàn thành việc xây dựng Cầu Crimean dài 19 km (12 dặm) trải dài qua eo biển, cung cấp một kết nối trực tiếp giữa Crimea và Moscow. Việc xây dựng của cây cầu phải chịu sự chỉ trích từ Ukraine và nhiều quốc gia khác, được gọi là xây dựng cầu bất hợp pháp.

## Phản ứng

### Ukraina

Thiết quân luật ở Ukraina

Tổng thống Ukraina Petro Poroshenko triệu tập nội các chiến tranh của mình, Hội đồng Quốc phòng và Quốc phòng Ukraina đã xác nhận vào ngày Chủ nhật. Poroshenko cảnh báo về một mối đe dọa "cực kỳ nghiêm trọng" của một cuộc xâm lăng của Nga.
Một ngày sau đó vào ngày 26 tháng 11 năm 2018, các nhà lập pháp ở Quốc hội Ucraina áp đảo ủng hộ việc áp đặt thiết quân luật dọc theo các vùng duyên hải của đất nước và những nước láng giềng Nga để đối phó với vụ việc. Tổng cộng có 276 nhà lập pháp ở Kiev đã bỏ phiếu cho biện pháp này, có hiệu lực vào ngày 26 tháng 11 năm 2018  và sẽ tự động hết hạn sau 30 ngày (vào ngày 26 tháng 12 năm 2018). Đề nghị ban đầu là thời gian thiết quân luật kéo dài 60 ngày, mặc dù theo Poroshenko nó đã được sửa đổi để không ảnh hưởng đến cuộc bầu cử sắp tới.

### Nga
FSB của Nga đã đổ lỗi cho Ukraine vì đã gây ra các vụ đụng độ, nói rằng bằng chứng "không thể chối cãi" của họ sẽ sớm được công bố ".
Bộ trưởng Ngoại giao Sergey Lavrov cho biết vào ngày hôm sau rằng Ukraina đã vi phạm các quy định pháp lý quốc tế do không có quyền cho các tàu của mình.
Phó chủ tịch của Duma Quốc gia Pyotr Tolstoy cảnh báo trên Facebook rằng "chính quyền bù nhìn của người Ukraina đang mạo hiểm tạo ra một cuộc xung đột quân sự lớn". [39]
Sau khi tuyên bố luật võ tại Ukraine, Tổng thống Nga Vladimir Putin bày tỏ "mối quan tâm nghiêm túc".
Người đứng đầu Cộng hòa Krym của Nga, Sergey Aksyonov, cho biết: "Hôm nay, các tàu chiến Ucraina bất hợp pháp vượt biên giới của Nga và blatantly vi phạm các quy định của pháp luật quốc tế. Tôi chắc chắn khách hàng phương Tây của chế độ Kiev là đằng sau sự khiêu khích này - nó không nhìn một sự trùng hợp ngẫu nhiên mà các chính trị gia châu Âu và Mỹ đã rất quan tâm đến tình hình ở Biển Azov trong những tháng gần đây. Ukraine, là một quốc gia bị tước đoạt chủ quyền và dưới sự quản trị bên ngoài, là một công cụ để dập tắt căng thẳng quốc tế.

### Các quốc gia và tổ chức khác
- Úc: "Úc lo ngại về sự phát triển ở Biển Azov. Chúng tôi hoàn toàn ủng hộ chủ quyền và toàn vẹn lãnh thổ của Ukraine và kêu gọi Nga khôi phục quyền chuyển hướng tại eo biển Kerch", Đại sứ quán Úc tại Ukraine viết trên Twitter.[21]
- Bolivia: ủng hộ đề xuất chương trình nghị sự của Hội đồng Bảo an Liên hợp quốc Nga tuyên bố Ukraine đã vi phạm biên giới biển của Nga.[22]
- Canada: "Chúng tôi kêu gọi Nga dỡ bỏ ngay lập tức, thả các tàu bị bắt và cho phép giao thông hàng hải bình thường tiếp tục" Bộ Ngoại giao Canada đã viết trên Twitter.[23]
- Trung Quốc: Phát ngôn viên Bộ Ngoại giao Trung Quốc cho rằng cả hai bên "đạt được sự đồng thuận và giải quyết những bất đồng thông qua đối thoại và tham vấn." [24] Trung Quốc cũng ủng hộ đề xuất nghị sự của Hội đồng Bảo an Liên Hợp Quốc của Nga tuyên bố Ukraina đã vi phạm biên giới biển của Nga.
- Liên minh châu Âu: Vào ngày 25 tháng 11, EU kêu gọi Nga và Ukraine "hành động hết sức kiềm chế để làm giảm" tình hình ở Biển Đen.[25] Ngày hôm sau, Chủ tịch Hội đồng châu Âu Donald Tusk nói trong một tweet vào ngày 26 tháng 11: "Tôi lên án việc Nga sử dụng vũ lực ở Biển Azov." Ông nói thêm rằng "các nhà chức trách Nga phải trả lại thủy thủ, tàu thuyền của Ukraina và không được khiêu khích thêm nữa." Tổng thống Tusk bổ sung; "Châu Âu sẽ thống nhất để hỗ trợ Ukraine." [26]
  -  Đan Mạch: Bộ trưởng Ngoại giao Anders Samuelsen, cho biết: "Đan Mạch hỗ trợ rõ ràng và rõ ràng Ukraine và chúng tôi kêu gọi người Nga ngăn chặn sự xâm lược của họ. Chúng ta phải xem xét việc leo thang tình hình, và Nga có trách nhiệm lớn trong việc làm vậy."[27]
  -  Estonia: Thủ tướng Juri Ratas kêu gọi một cuộc họp bất thường của ủy ban an ninh của chính phủ để thảo luận về hành động của Nga chống lại Ukraine ở Biển Đen và các khu vực lân cận và nói rằng "những gì diễn ra ở eo biển Kerch là vi phạm nghiêm trọng luật pháp quốc tế". Ngoại trưởng Sven Mikser cho biết vào ngày hôm sau sự kiện đó ra khỏi Crimea "một hành động có ý thức để leo thang căng thẳng."
  -  Pháp: "Không có gì có thể biện minh cho việc sử dụng vũ lực của Nga", Bộ Châu Âu và Ngoại giao cho biết trong một tuyên bố và bổ sung "Chúng tôi kêu gọi Nga thả các thủy thủ Ucraina và giao lại các tàu hải quân bị bắt giữ càng sớm càng tốt."[28]
  -  Đức: Bộ trưởng Ngoại giao Heiko Maas đăng trên Twitter vào thứ Hai, nơi ông kêu gọi cả hai bên phải hủy bỏ cuộc xung đột và rằng "sự phát triển ở Ukraine đang đáng lo ngại." [29]
  -  Litva: Tổng thống Dalia Grybauskaite đã tweet nó là "một sự vi phạm trắng trợn của luật pháp quốc tế và các cam kết của Nga."[30]
  -  Ba Lan: Bộ Ngoại giao cho biết: "Với đầy đủ lực lượng, chúng tôi lên án hành vi hung hăng của Nga và chúng tôi kêu gọi lãnh đạo (của đất nước) tôn trọng luật pháp quốc tế." [31]
  -  Romania: Bộ Ngoại giao cho biết Romania "hoàn toàn ủng hộ toàn vẹn lãnh thổ và chủ quyền của Ukraine và quyền sử dụng lãnh hải của Ukraina."[32]
  -  Tây Ban Nha: Ngoại trưởng Josep Borrell cho biết: "Chúng ta phải dừng việc leo thang và mở rộng cuộc xung đột với các mức cường độ sẽ nguy hiểm."[30]
  -  Vương quốc Anh: Ngoại trưởng Jeremy Hunt đã tweet rằng vụ việc cho thấy người Nga "khinh thường các tiêu chuẩn quốc tế và chủ quyền của người Ukraine".[33] Thư ký Báo chí Phố Downing James Slack cũng cho biết: "thêm bằng chứng về hành vi bất ổn của Nga trong khu vực và sự vi phạm liên tục về toàn vẹn lãnh thổ của người Ukraine. Nga không được phép sử dụng vũ lực để gây áp lực lớn lên Ukraina."[30]
- Hoa Kỳ: Đại diện thường trực Nikki Haley phát biểu tại một cuộc họp khẩn cấp tại Hội đồng Bảo an Liên Hợp Quốc rằng hành động của Nga là một "sự vi phạm thái quá của lãnh thổ Ucraina có chủ quyền", nói rằng đó là "một sự leo thang Nga liều lĩnh" và " hòa bình và an ninh quốc tế, Nga phải ngay lập tức chấm dứt hành vi phi pháp của mình và tôn trọng các quyền và quyền tự do điều hướng của tất cả các quốc gia. "[34]
- Kazakhstan: Kazakhstan ủng hộ đề xuất chương trình nghị sự của Hội đồng Bảo an Liên hợp quốc Nga tuyên bố Ukraine đã vi phạm biên giới biển của Nga.
- Moldova: Bộ Ngoại giao và Hội nhập châu Âu cho biết an ninh khu vực đang bị đe dọa bởi "hành động xâm lược và khiêu khích" và nhắc lại sự ủng hộ của nó "cho chủ quyền và toàn vẹn lãnh thổ của Ukraine và quyền sử dụng vùng biển quốc tế". quan tâm "về những căng thẳng xung quanh eo biển Kerch và biển Azov.
- Kuwait: Kuwait phản đối chuyển động của Nga lên án Ukraina là kẻ xâm lược và Ukraine vi phạm Biển Nga.
- NATO: Người phát ngôn Oana Lungescu cho biết: "NATO đang theo dõi chặt chẽ sự phát triển ở biển Azov và eo biển Kerch, và chúng tôi đang liên lạc với chính quyền Ucraina. Chúng tôi kêu gọi kiềm chế và giảm leo thang".
- Thổ Nhĩ Kỳ: "Là một quốc gia có chung một bờ Biển Đen, chúng tôi nhấn mạnh rằng đoạn qua eo biển Kerch không nên bị chặn", Bộ Ngoại giao cho biết trong một tuyên bố.